# V-League 2017-2018 (maschile)
La V-League 2017-2018, 14ª edizione della massima serie del campionato sudcoreano di pallavolo maschile, si è svolta dal 14 ottobre 2017 al 30 marzo 2018: al torneo hanno partecipato 7 squadre di club sudcoreane e la vittoria finale è andata per prima volta ai Korean Air Jumbos.

## Regolamento

### Formula
La competizione prevede che le sette squadre partecipanti prendano parte a una regular season composta da sei round, per un totale di trentasei incontri ciascuna:
- la prima classificata accede direttamente alla finale dei play-off scudetto, giocata al meglio delle cinque gare;
- la seconda e la terza classificata accedono alla semifinale dei play-off scudetto, giocandosi l'accesso in finale al meglio delle tre gare;
- la terza e la quarta classificata, in caso di distacco compreso o inferiore a 3 punti, accedono ai quarti di finale in gara unica.

### Criteri di classifica
Se il risultato finale è stato di 3-0 o 3-1 sono stati assegnati 3 punti alla squadra vincente e 0 a quella sconfitta, se il risultato finale è stato di 3-2 sono stati assegnati 2 punti alla squadra vincente e 1 a quella sconfitta.
L'ordine del posizionamento in classifica è stato definito in base a:
- Punti;
- Numero di partite vinte;
- Ratio dei set vinti/persi;
- Ratio dei punti realizzati/subiti.

## Squadre partecipanti
| Club               | Stagione | Città     | Impianto              | Stagione precedente       |
| ------------------ | -------- | --------- | --------------------- | ------------------------- |
| Hyundai Skywalkers | Dettagli | Cheonan   | Ryu Gwansun Gymnasium | Campione di Corea del Sud |
| KB Stars           | Dettagli | Uijeongbu | Uijeongbu Gymnasium   | 6ª in V-League            |
| KEPCO Vixtorm      | Dettagli | Suwon     | Suwon Gymnasium       | 3ª in V-League            |
| Korean Air Jumbos  | Dettagli | Incheon   | Gyeyang Gymnasium     | 2ª in V-League            |
| OK Rush & Cash     | Dettagli | Ansan     | Sangnoksu Gymnasium   | 7ª in V-League            |
| Samsung Bluefangs  | Dettagli | Daejeon   | Chungmu Gymnasium     | 4ª in V-League            |
| Woori Card Wibee   | Dettagli | Seul      | Jangchung Gymnasium   | 5ª in V-League            |

## Torneo

### Regular season

#### Risultati
| Primo round |                                        |     |                                   |
|             |                                        |     |                                   |
| 14-10       | Hyundai Skywalkers - Korean Air Jumbos | 3-1 | 21-25, 25-23, 25-21, 33-31        |
| 15-10       | KB Stars - Samsung Bluefangs           | 3-2 | 18-25, 25-22, 25-18, 23-25, 15-13 |
| 17-10       | OK Rush & Cash - KEPCO Vixtorm         | 3-2 | 21-25, 25-21, 19-25, 25-18, 15-12 |
| 18-10       | KB Stars - Hyundai Skywalkers          | 3-0 | 31-29, 25-18, 25-14               |
| 19-10       | Korean Air Jumbos - Woori Card Wibee   | 3-1 | 22-25, 25-16, 25-16, 25-19        |
| 20-10       | Samsung Bluefangs - OK Rush & Cash     | 1-3 | 25-19, 24-26, 20-25, 17-25        |
| 21-10       | KB Stars - KEPCO Vixtorm               | 1-3 | 19-25, 25-20, 23-25, 17-25        |
| 22-10       | Woori Card Wibee - Hyundai Skywalkers  | 1-3 | 22-25, 25-22, 26-28, 22-25        |
| 24-10       | OK Rush & Cash - Korean Air Jumbos     | 1-3 | 22-25, 23-25, 25-22, 22-25        |
| 25-10       | Woori Card Wibee - Samsung Bluefangs   | 2-3 | 20-25, 25-21, 29-27, 21-25, 12-15 |
| 26-10       | KEPCO Vixtorm - Hyundai Skywalkers     | 3-0 | 25-20, 25-23, 25-21               |
| 27-10       | Woori Card Wibee - OK Rush & Cash      | 3-0 | 25-21, 19-25, 25-15, 23-25, 16-14 |
| 28-10       | Korean Air Jumbos - KB Stars           | 0-3 | 22-25, 25-27, 23-25               |
| 29-10       | KEPCO Vixtorm - Samsung Bluefangs      | 0-3 | 14-25, 17-25, 21-25               |
| 31-10       | Hyundai Skywalkers - OK Rush & Cash    | 3-1 | 25-21, 22-25, 25-19, 25-19        |
| 01-11       | Woori Card Wibee - KB Stars            | 3-1 | 37-39, 26-24, 25-23, 31-29        |
| 02-11       | KEPCO Vixtorm - Korean Air Jumbos      | 2-3 | 35-33, 20-25, 26-24, 18-25, 13-15 |
| 03-11       | Samsung Bluefangs - Hyundai Skywalkers | 3-1 | 31-29, 25-23, 24-26, 25-17        |
| 04-11       | OK Rush & Cash - KB Stars              | 2-3 | 26-24, 17-25, 25-14, 19-25, 12-15 |
| 05-11       | KEPCO Vixtorm - Woori Card Wibee       | 3-1 | 23-25, 25-20, 33-31, 25-16        |
| 07-11       | Korean Air Jumbos - Samsung Bluefangs  | 0-3 | 19-25, 22-25, 20-25               |

| Secondo round |                                        |     |                                   |
|               |                                        |     |                                   |
| 08-11         | KB Stars - OK Rush & Cash              | 2-3 | 25-19, 25-23, 26-28, 25-27, 9-15  |
| 09-11         | Woori Card Wibee - KEPCO Vixtorm       | 3-0 | 25-21, 25-23, 28-26               |
| 10-11         | Samsung Bluefangs - Korean Air Jumbos  | 3-0 | 25-20, 25-20, 23-25, 23-25, 15-10 |
| 11-11         | OK Rush & Cash - Hyundai Skywalkers    | 1-3 | 25-20, 15-25, 22-25, 21-25        |
| 12-11         | Woori Card Wibee - KB Stars            | 1-3 | 18-25, 25-20, 17-25, 28-30        |
| 14-11         | Korean Air Jumbos - KEPCO Vixtorm      | 3-0 | 25-19, 25-23, 25-10               |
| 15-11         | Hyundai Skywalkers - Samsung Bluefangs | 0-3 | 18-25, 23-25, 23-25               |
| 16-11         | OK Rush & Cash - Woori Card Wibee      | 1-3 | 25-21, 19-25, 26-28, 20-25        |
| 17-11         | Korean Air Jumbos - KB Stars           | 2-3 | 22-25, 23-25, 25-20, 25-22, 13-15 |
| 18-11         | Samsung Bluefangs - KEPCO Vixtorm      | 3-0 | 33-31, 25-20, 25-19               |
| 19-11         | Woori Card Wibee - Hyundai Skywalkers  | 1-3 | 18-25, 25-22, 21-25, 15-25        |
| 21-11         | Korean Air Jumbos - OK Rush & Cash     | 1-3 | 21-25, 31-33, 27-25, 21-25        |
| 22-11         | KB Stars - Samsung Bluefangs           | 2-3 | 25-21, 23-25, 25-20, 22-25, 13-15 |
| 23-11         | Hyundai Skywalkers - KEPCO Vixtorm     | 3-0 | 25-15, 25-18, 25-22               |
| 24-11         | Woori Card Wibee - Korean Air Jumbos   | 0-3 | 26-28, 24-26, 20-25               |
| 25-11         | Samsung Bluefangs - OK Rush & Cash     | 3-0 | 25-17, 25-23, 25-17               |
| 26-11         | KB Stars - KEPCO Vixtorm               | 1-3 | 20-25, 25-19, 22-25, 20-25        |
| 28-11         | Korean Air Jumbos - Hyundai Skywalkers | 3-2 | 25-20, 17-25, 24-26, 25-22, 15-12 |
| 29-11         | Samsung Bluefangs - Woori Card Wibee   | 3-1 | 25-20, 23-25, 25-17, 25-23        |
| 30-11         | KEPCO Vixtorm - OK Rush & Cash         | 3-0 | 25-21, 25-21, 27-25               |
| 01-12         | Hyundai Skywalkers - KB Stars          | 3-0 | 25-22, 25-21, 25-16               |

| Terzo round |                                        |     |                                   |
|             |                                        |     |                                   |
| 02-12       | Korean Air Jumbos - Samsung Bluefangs  | 2-3 | 15-25, 25-23, 19-25, 25-18, 20-22 |
| 03-12       | Woori Card Wibee - KEPCO Vixtorm       | 3-2 | 21-25, 23-25, 25-23, 25-23, 20-18 |
| 05-12       | OK Rush & Cash - KB Stars              | 2-3 | 25-22, 25-22, 21-25, 18-25, 13-15 |
| 06-12       | Samsung Bluefangs - Hyundai Skywalkers | 0-3 | 20-25, 22-25, 19-25               |
| 07-12       | KEPCO Vixtorm - Korean Air Jumbos      | 1-3 | 25-23, 19-25, 21-25, 21-25        |
| 08-12       | KB Stars - Woori Card Wibee            | 3-0 | 25-23, 25-22, 25-17               |
| 09-12       | Hyundai Skywalkers - OK Rush & Cash    | 3-1 | 25-21, 25-21, 21-25, 25-21        |
| 10-12       | Samsung Bluefangs - KEPCO Vixtorm      | 1-3 | 19-25, 28-26, 20-25, 23-25        |
| 12-12       | KB Stars - Korean Air Jumbos           | 2-3 | 25-20, 19-25, 21-25, 25-21, 9-15  |
| 13-12       | OK Rush & Cash - Woori Card Wibee      | 0-3 | 13-25, 23-25, 19-25               |
| 14-12       | KEPCO Vixtorm - Hyundai Skywalkers     | 0-3 | 15-25, 19-25, 18-25               |
| 15-12       | Samsung Bluefangs - KB Stars           | 3-1 | 19-25, 25-19, 25-16, 25-16        |
| 16-12       | OK Rush & Cash - Korean Air Jumbos     | 2-3 | 31-29, 19-25, 25-20, 17-25, 17-19 |
| 17-12       | Hyundai Skywalkers - Woori Card Wibee  | 2-3 | 21-25, 29-27, 25-20, 22-25, 13-15 |
| 19-12       | KEPCO Vixtorm - KB Stars               | 3-1 | 17-25, 26-24, 29-27, 25-23        |
| 20-12       | OK Rush & Cash - Samsung Bluefangs     | 0-3 | 31-33, 21-25, 19-25               |
| 21-12       | Korean Air Jumbos - Woori Card Wibee   | 3-2 | 25-18, 25-23, 22-25, 22-25, 15-6  |
| 22-12       | KB Stars - Hyundai Skywalkers          | 3-2 | 25-23, 25-19, 19-25, 20-25, 16-14 |
| 23-12       | OK Rush & Cash - KEPCO Vixtorm         | 1-3 | 32-34, 19-25, 25-21, 14-25        |
| 24-12       | Samsung Bluefangs - Woori Card Wibee   | 3-2 | 25-21, 21-25, 15-25, 25-20, 15-11 |
| 25-12       | Hyundai Skywalkers - Korean Air Jumbos | 3-0 | 25-21, 25-17, 25-21               |

| Quarto round |                                        |     |                                   |
|              |                                        |     |                                   |
| 26-12        | KB Stars - OK Rush & Cash              | 1-3 | 32-34, 25-15, 19-25, 23-25        |
| 27-12        | KEPCO Vixtorm - Woori Card Wibee       | 3-2 | 14-25, 25-15, 20-25, 25-22, 17-15 |
| 28-12        | Samsung Bluefangs - Korean Air Jumbos  | 2-3 | 25-23, 25-22, 16-25, 19-25, 13-15 |
| 29-12        | OK Rush & Cash - Hyundai Skywalkers    | 0-3 | 14-25, 20-25, 23-25               |
| 30-12        | KB Stars - Woori Card Wibee            | 3-1 | 18-25, 25-21, 25-21, 25-23        |
| 31-12        | Korean Air Jumbos - KEPCO Vixtorm      | 0-3 | 21-25, 23-25, 24-26               |
| 01-01        | Hyundai Skywalkers - Samsung Bluefangs | 3-1 | 22-25, 25-21, 25-19, 25-23        |
| 02-01        | Woori Card Wibee - OK Rush & Cash      | 3-0 | 35-33, 26-24, 25-18               |
| 03-01        | KB Stars - Korean Air Jumbos           | 2-3 | 25-21, 25-23, 17-25, 22-25, 17-19 |
| 04-01        | KEPCO Vixtorm - Samsung Bluefangs      | 3-2 | 25-21, 23-25, 25-27, 25-20, 15-11 |
| 05-01        | Hyundai Skywalkers - Woori Card Wibee  | 3-0 | 25-23, 25-22, 25-19               |
| 06-01        | Korean Air Jumbos - OK Rush & Cash     | 3-1 | 23-25, 25-20, 25-19, 25-20        |
| 07-01        | Samsung Bluefangs - KB Stars           | 3-1 | 16-25, 25-18, 25-23, 25-22        |
| 09-01        | Hyundai Skywalkers - KEPCO Vixtorm     | 3-1 | 25-19, 25-20, 22-25, 25-18        |
| 10-01        | Woori Card Wibee - Korean Air Jumbos   | 3-0 | 25-21, 25-18, 25-23               |
| 11-01        | OK Rush & Cash - Samsung Bluefangs     | 2-3 | 25-23, 21-25, 25-23, 21-25, 10-15 |
| 12-01        | KB Stars - KEPCO Vixtorm               | 3-0 | 35-33, 25-23, 25-14               |
| 13-01        | Korean Air Jumbos - Hyundai Skywalkers | 1-3 | 28-30, 25-15, 19-25, 22-25        |
| 14-01        | Woori Card Wibee - Samsung Bluefangs   | 2-3 | 25-20, 26-24, 16-25, 21-25, 12-15 |
| 16-01        | OK Rush & Cash - KEPCO Vixtorm         | 0-3 | 18-25, 18-25, 23-25               |
| 17-01        | Hyundai Skywalkers - KB Stars          | 3-0 | 25-21, 25-22, 25-17               |

| Quinto round |                                        |     |                                   |
|              |                                        |     |                                   |
| 24-01        | Korean Air Jumbos - Samsung Bluefangs  | 3-0 | 25-19, 25-18, 25-17               |
| 25-01        | OK Rush & Cash - KB Stars              | 1-3 | 25-22, 23-25, 21-25, 21-25        |
| 26-01        | Woori Card Wibee - KEPCO Vixtorm       | 3-0 | 25-22, 25-20, 25-14               |
| 27-01        | Hyundai Skywalkers - Korean Air Jumbos | 0-3 | 25-27, 19-25, 20-25               |
| 28-01        | Samsung Bluefangs - OK Rush & Cash     | 3-2 | 25-21, 25-20, 22-25, 22-25, 15-11 |
| 30-01        | Woori Card Wibee - KB Stars            | 3-0 | 25-17, 25-20, 25-19               |
| 31-01        | KEPCO Vixtorm - Hyundai Skywalkers     | 0-3 | 19-25, 20-25, 19-25               |
| 01-02        | OK Rush & Cash - Korean Air Jumbos     | 0-3 | 16-25, 24-26, 23-25               |
| 02-02        | Woori Card Wibee - Samsung Bluefangs   | 2-3 | 25-27, 25-23, 25-18, 18-25, 13-15 |
| 03-02        | KEPCO Vixtorm - KB Stars               | 2-3 | 26-24, 22-25, 16-25, 29-27, 12-15 |
| 04-02        | Hyundai Skywalkers - OK Rush & Cash    | 3-0 | 25-20, 25-18, 25-21               |
| 06-02        | Woori Card Wibee - Korean Air Jumbos   | 2-3 | 25-19, 24-26, 25-14, 18-25, 13-15 |
| 07-02        | Samsung Bluefangs - KEPCO Vixtorm      | 2-3 | 25-19, 15-25, 22-25, 25-17, 10-15 |
| 08-02        | KB Stars - Hyundai Skywalkers          | 3-1 | 25-20, 25-21, 22-25, 25-15        |
| 09-02        | Woori Card Wibee - OK Rush & Cash      | 0-3 | 19-25, 20-25, 19-25               |
| 10-02        | KEPCO Vixtorm - Korean Air Jumbos      | 1-3 | 32-34, 25-18, 11-25, 19-25        |
| 11-02        | KB Stars - Samsung Bluefangs           | 3-1 | 25-17, 20-25, 25-21, 27-25        |
| 13-02        | Hyundai Skywalkers - Woori Card Wibee  | 3-1 | 25-20, 25-20, 20-25, 25-19        |
| 14-02        | KEPCO Vixtorm - OK Rush & Cash         | 3-0 | 25-23, 25-22, 25-23               |
| 15-02        | Korean Air Jumbos - KB Stars           | 3-0 | 29-27, 25-15, 25-16               |
| 16-02        | Samsung Bluefangs - Hyundai Skywalkers | 2-3 | 36-34, 27-29, 28-26, 21-25, 9-15  |

| Sesto round |                                        |     |                                   |
|             |                                        |     |                                   |
| 17-02       | KEPCO Vixtorm - OK Rush & Cash         | 1-3 | 22-25, 25-18, 22-25, 25-27        |
| 18-02       | KB Stars - Korean Air Jumbos           | 3-0 | 25-23, 25-23, 25-23               |
| 20-02       | Hyundai Skywalkers - Samsung Bluefangs | 2-3 | 25-18, 23-25, 19-25, 25-20, 13-15 |
| 21-02       | OK Rush & Cash - Woori Card Wibee      | 3-0 | 25-17, 25-20, 25-18               |
| 22-02       | Korean Air Jumbos - KEPCO Vixtorm      | 3-2 | 20-25, 22-25, 25-21, 25-22, 15-12 |
| 23-02       | Samsung Bluefangs - KB Stars           | 3-0 | 25-21, 25-22, 25-23               |
| 25-02       | Woori Card Wibee - Hyundai Skywalkers  | 0-3 | 23-25, 33-35, 25-27               |
| 27-02       | Samsung Bluefangs - Korean Air Jumbos  | 0-3 | 20-25, 24-26, 15-25               |
| 28-02       | KB Stars - OK Rush & Cash              | 3-1 | 25-19, 19-25, 25-21, 25-23        |
| 01-03       | KEPCO Vixtorm - Woori Card Wibee       | 3-1 | 19-25, 25-21, 25-16, 25-23        |
| 02-03       | Korean Air Jumbos - Hyundai Skywalkers | 3-1 | 25-21, 21-25, 25-23, 25-17        |
| 03-03       | OK Rush & Cash - Samsung Bluefangs     | 0-3 | 17-25, 20-25, 20-25               |
| 04-03       | KB Stars - Woori Card Wibee            | 1-3 | 25-23, 24-26, 22-25, 17-25        |
| 06-03       | Hyundai Skywalkers - KEPCO Vixtorm     | 0-3 | 20-25, 19-25, 18-25               |
| 07-03       | Korean Air Jumbos - OK Rush & Cash     | 2-3 | 25-23, 25-20, 19-25, 16-25, 11-15 |
| 08-03       | Samsung Bluefangs - Woori Card Wibee   | 1-3 | 18-25, 25-22, 21-25, 18-25        |
| 09-03       | KEPCO Vixtorm - KB Stars               | 2-3 | 21-25, 25-15, 25-19, 19-25, 8-15  |
| 10-03       | OK Rush & Cash - Hyundai Skywalkers    | 3-2 | 16-25, 25-16, 29-27, 21-25, 15-12 |
| 11-03       | Korean Air Jumbos - Woori Card Wibee   | 0-3 | 23-25, 24-26, 8-25                |
| 13-03       | KEPCO Vixtorm - Samsung Bluefangs      | 3-0 | 25-19, 26-24, 28-26               |
| 14-03       | Hyundai Skywalkers - KB Stars          | 1-3 | 19-25, 27-25, 17-25, 15-25        |

#### Classifica
| Pos. | Squadra            | Pt | G  | V  | P  | SV | SP | Ratio | PF    | PS    | Ratio |
| ---- | ------------------ | -- | -- | -- | -- | -- | -- | ----- | ----- | ----- | ----- |
| 1.   | Hyundai Skywalkers | 70 | 36 | 22 | 14 | 80 | 54 | 1,481 | 3 120 | 2 976 | 1,048 |
| 2.   | Samsung Bluefangs  | 61 | 36 | 22 | 14 | 81 | 66 | 1,227 | 3 288 | 3 229 | 1,018 |
| 3.   | Korean Air Jumbos  | 61 | 36 | 22 | 14 | 77 | 66 | 1,167 | 3 261 | 3 142 | 1,038 |
| 4.   | KB Stars           | 54 | 36 | 19 | 17 | 73 | 72 | 1,014 | 3 274 | 3 260 | 1,004 |
| 5.   | KEPCO Vixtorm      | 54 | 36 | 17 | 19 | 67 | 70 | 0,957 | 3 058 | 3 133 | 0,976 |
| 6.   | Woori Card Wibee   | 46 | 36 | 14 | 22 | 65 | 76 | 0,855 | 3 171 | 3 214 | 0,987 |
| 7.   | OK Rush & Cash     | 32 | 36 | 10 | 26 | 51 | 90 | 0,567 | 3 069 | 3 287 | 0,934 |

      Qualificata alla finale play-off scudetto.
      Qualificata alle semifinali play-off scudetto.

### Play-off scudetto
|  | Semifinali | Semifinali        | Semifinali | Semifinali        | Semifinali |   |   | Finale | Finale             | Finale | Finale | Finale | Finale | Finale |  |
|  |            |                   |            |                   |            |   |   |        |                    |        |        |        |        |        |  |
|  |            |                   |            |                   |            |   |   | 1      | Hyundai Skywalkers | 3      | 0      | 0      | 0      |        |  |
|  |            |                   |            |                   |            |   |   | 1      | Hyundai Skywalkers | 3      | 0      | 0      | 0      |        |  |
|  |            |                   | 2          | Korean Air Jumbos | 2          | 3 | 3 | 3      |                    |        |        |        |        |        |  |
|  | 2          | Samsung Bluefangs | 2          | Korean Air Jumbos | 2          | 3 | 3 | 3      | 3                  | 1      | 1      |        |        |        |  |
|  | 2          | Samsung Bluefangs |            |                   |            |   |   |        |                    |        |        |        |        |        |  |
|  | 3          | Korean Air Jumbos | 1          | 3                 | 3          |   |   |        |                    |        |        |        |        |        |  |

#### Semifinale
| Gara 1 |                                       |     |                            |
|        |                                       |     |                            |
| 18-03  | Samsung Bluefangs - Korean Air Jumbos | 3-1 | 28-26, 21-25, 25-19, 25-22 |

| Gara 2 |                                       |     |                            |
|        |                                       |     |                            |
| 20-03  | Korean Air Jumbos - Samsung Bluefangs | 3-1 | 25-18, 23-25, 25-18, 26-24 |

| \| Gara 3 \| \| \| \| \| \| \| \| \| \| 22-03 \| Samsung Bluefangs - Korean Air Jumbos \| 1-3 \| 25-23, 20-25, 22-25, 30-32 \| |                                       |     |                            |
| Gara 3 |                                       |     |                            |
| |                                       |     |                            |
| 22-03 | Samsung Bluefangs - Korean Air Jumbos | 1-3 | 25-23, 20-25, 22-25, 30-32 |

#### Finale
| Gara 1 |                                        |     |                                   |
|        |                                        |     |                                   |
| 24-03  | Hyundai Skywalkers - Korean Air Jumbos | 3-2 | 28-26, 23-25, 26-24, 15-25, 18-16 |

| Gara 2 |                                        |     |                     |
|        |                                        |     |                     |
| 26-03  | Hyundai Skywalkers - Korean Air Jumbos | 0-3 | 19-25, 24-26, 24-26 |

| Gara 3 |                                        |     |                     |
|        |                                        |     |                     |
| 28-03  | Korean Air Jumbos - Hyundai Skywalkers | 3-0 | 25-22, 26-24, 25-18 |

| Gara 4 |                                        |     |                     |
|        |                                        |     |                     |
| 30-03  | Korean Air Jumbos - Hyundai Skywalkers | 3-0 | 25-22, 25-17, 25-20 |

## Premi individuali
| Premio                    | Giocatore       | Squadra            |
| ------------------------- | --------------- | ------------------ |
| MVP della Regular Season  | Shin Yung-suk   | Hyundai Skywalkers |
| MVP delle finali play-off | Han Sun-soo     | Korean Air Jumbos  |
| MVP dell'All-Star Game    | Jeong Min-su    | Woori Card Wibee   |
| MVP 1º round              | Krisztián Pádár | Woori Card Wibee   |
| MVP 2º round              | Park Chul-woo   | Samsung Bluefangs  |
| MVP 3º round              | Moon Sung-min   | Hyundai Skywalkers |
| MVP 4º round              | Shin Yung-suk   | Hyundai Skywalkers |
| MVP 5º round              | Jung Ji-seok    | Korean Air Jumbos  |
| MVP 6º round              | Felipe Banderó  | KEPCO Vixtorm      |
| Miglior allenatore        | Park Ki-won     | Korean Air Jumbos  |
| Miglior esordiente        | Lee Ho-geon     | KEPCO Vixtorm      |
| Miglior palleggiatore     | You Kwang-woo   | Woori Card Wibee   |
| Miglior opposto           | Krisztián Pádár | Woori Card Wibee   |
| Miglior schiacciatore     | Jeon Kwang-in   | KEPCO Vixtorm      |
| Miglior schiacciatore     | Thijs ter Horst | Samsung Bluefangs  |
| Miglior centrale          | Shin Yung-suk   | Hyundai Skywalkers |
| Miglior centrale          | Kim Kyu-min     | Samsung Bluefangs  |
| Miglior libero            | Bu Yong-chan    | Samsung Bluefangs  |

## Statistiche
| Rendimento individuale | Rendimento individuale | Rendimento individuale | Rendimento individuale |
| Pos.                   | Nome                   | Punti                  | Squadra                |
| ---------------------- | ---------------------- | ---------------------- | ---------------------- |
| 1                      | Mitja Gasparini        | 1 049                  | Korean Air Jumbos      |
| 2                      | Thijs ter Horst        | 979                    | Samsung Bluefangs      |
| 3                      | Krisztián Pádár        | 966                    | Woori Card Wibee       |
| 4                      | Felipe Banderó         | 880                    | KEPCO Vixtorm          |
| 5                      | Alexandre Ferreira     | 832                    | KB Stars               |
| 6                      | Park Chul-woo          | 641                    | Samsung Bluefangs      |
| 7                      | Moon Sung-min          | 640                    | Hyundai Skywalkers     |
| 8                      | Jung Ji-seok           | 589                    | Korean Air Jumbos      |
| 9                      | Andreas Fragkos        | 545                    | Hyundai Skywalkers     |
| 10                     | Jeon Kwang-in          | 534                    | KEPCO Vixtorm          |

| Attacchi vincenti | Attacchi vincenti  | Attacchi vincenti | Attacchi vincenti  |
| Pos.              | Nome               | Punti             | Squadra            |
| ----------------- | ------------------ | ----------------- | ------------------ |
| 1                 | Thijs ter Horst    | 882               | Samsung Bluefangs  |
| 2                 | Mitja Gasparini    | 870               | Korean Air Jumbos  |
| 3                 | Krisztián Pádár    | 814               | Woori Card Wibee   |
| 4                 | Felipe Banderó     | 755               | KEPCO Vixtorm      |
| 5                 | Alexandre Ferreira | 688               | KB Stars           |
| 6                 | Park Chul-woo      | 554               | Samsung Bluefangs  |
| 7                 | Moon Sung-min      | 543               | Hyundai Skywalkers |
| 8                 | Jung Ji-seok       | 486               | Korean Air Jumbos  |
| 9                 | Andreas Fragkos    | 482               | Hyundai Skywalkers |
| 10                | Jeon Kwang-in      | 452               | KEPCO Vixtorm      |

| Muri vincenti | Muri vincenti   | Muri vincenti | Muri vincenti      |
| Pos.          | Nome            | Punti         | Squadra            |
| ------------- | --------------- | ------------- | ------------------ |
| 1             | Shin Yung-suk   | 106           | Hyundai Skywalkers |
| 2             | Kim Kyu-min     | 104           | Samsung Bluefangs  |
| 3             | Park Sang-ha    | 83            | Samsung Bluefangs  |
| 4             | Jin Seong-tae   | 70            | Korean Air Jumbos  |
| 5             | Lee Sun-kyu     | 69            | KB Stars           |
| 6             | Mitja Gasparini | 64            | Korean Air Jumbos  |
| 7             | Thijs ter Horst | 63            | Samsung Bluefangs  |
| 8             | Ha Hyeon-yong   | 61            | KB Stars           |
| 9             | Jung Ji-seok    | 56            | Korean Air Jumbos  |
| 9             | Krisztián Pádár | 56            | Woori Card Wibee   |

| Battute vincenti | Battute vincenti   | Battute vincenti | Battute vincenti   |
| Pos.             | Nome               | Punti            | Squadra            |
| ---------------- | ------------------ | ---------------- | ------------------ |
| 1                | Mitja Gasparini    | 115              | Korean Air Jumbos  |
| 2                | Krisztián Pádár    | 96               | Woori Card Wibee   |
| 3                | Alexandre Ferreira | 94               | KB Stars           |
| 4                | Felipe Banderó     | 71               | KEPCO Vixtorm      |
| 5                | Moon Sung-min      | 49               | Hyundai Skywalkers |
| 6                | Jung Ji-seok       | 47               | Korean Air Jumbos  |
| 6                | Song Myung-geun    | 47               | OK Rush & Cash     |
| 8                | Hwang Taek-eui     | 40               | KB Stars           |
| 9                | Thijs ter Horst    | 34               | Samsung Bluefangs  |
| 10               | Jeon Kwang-in      | 33               | KEPCO Vixtorm      |
| 10               | Hwang Du-yeon      | 33               | KB Stars           |

## Classifica finale
| Pos                      | Squadra            |
| ------------------------ | ------------------ |
| Corea del Sud (bandiera) | Korean Air Jumbos  |
| 2                        | Hyundai Skywalkers |
| 3                        | Samsung Bluefangs  |
| 4                        | KB Stars           |
| 5                        | KEPCO Vixtorm      |
| 6                        | Woori Card Wibee   |
| 7                        | OK Rush & Cash     |